# Kfarfakoud
Kfarfakoud (arabe : كفرفاقود ) est un village libanais situé dans le caza du Chouf au Mont-Liban au Liban.